# Edoardo Cocchi
Edoardo Cocchi (Firenze, 24 giugno 1990) è un ex pallanuotista italiano.

## Statistiche

### Presenze e reti nei club
Statistiche aggiornate al 23 marzo 2013.
| Stagione        | Squadra         | Campionato      | Campionato | Campionato | Coppe nazionali | Coppe nazionali | Coppe nazionali | Coppe continentali | Coppe continentali | Coppe continentali | Totale | Totale |
| Stagione        | Squadra         | Comp            | Pres       | Reti       | Comp            | Pres            | Reti            | Comp               | Pres               | Reti               | Pres   | Reti   |
| --------------- | --------------- | --------------- | ---------- | ---------- | --------------- | --------------- | --------------- | ------------------ | ------------------ | ------------------ | ------ | ------ |
| 2008-2009       | Florentia       | A1              | ?          | 0          |                 | -               | -               |                    | -                  | -                  | ?      | 0      |
| 2009-2010       | Florentia       | A2              | ?          | 2          |                 | -               | -               |                    | -                  | -                  | ?      | 2      |
| 2010-2011       | Florentia       | A2              | 10         | 2          |                 | -               | -               |                    | -                  | -                  | 10     | 2      |
| 2012-2013       | President       | A2              | 11         | 11         |                 | -               | -               |                    | -                  | -                  | 7      | 8      |
| 2021-2022       | De Akker Team   | A2              | 26         | 55         |                 | -               | -               |                    | -                  | -                  | 26     | 55     |
| Totale carriera | Totale carriera | Totale carriera | 63         | 70         |                 | -               | -               |                    | -                  | -                  | 21     | 15     |